# Kondamara
Kondamara is een bestuurslaag in het regentschap Oost-Soemba van de provincie Oost-Nusa Tenggara, Indonesië. Kondamara telt 2011 inwoners (volkstelling 2010).